# قضية مقتل ستيفن لورانس
ستيفن لورانس (13 سبتمبر 1974- 22 أبريل 1993)، مراهق بريطاني أسود البشرة من ضاحية بلامستد جنوب شرق لندن، قُتل في هجوم بدوافع عنصرية أثناء انتظاره لحافلة على طريق ويل هول في منطقة إلثام مساء يوم 22 أبريل 1993، وكان عمره 18 عامًا. أصبحت قضية قضية رأي عام نتج عنها تغير ثقافة المجتمع تجاه العنصرية والشرطة والقانون وممارسات الشرطة. كما أدى إلى الإلغاء الجزئي لقاعدة الخطر المزدوج. أدين اثنان من الجناة بارتكاب الجريمة في 3 يناير 2012.

## القاء القبض
وبعد التحقيق الأولي ألقي القبض على خمسة من المشتبه بهم دون إدانة، واقترح خلال هذا التحقيق أنها كانت جريمة كراهية، وأن لورانس قد قتل لأنه كان أسود، وعلى أن التعامل مع القضية من قبل الشرطة وأن هيئة النيابة الملكية كانت قد تأثرت بالشأن العنصري. وقد عقدت تحقيقاً علنياً في عام 1999  برئاسة السير ويليام ماكفيرسون التي درست التحقيقات الأصلية التابعة لشرطة العاصمة (MPS)، وخلصت إلى أن القوة كانت عنصرية مؤسسيًّا، وأوصت أيضا بأن ازدواجية الحكم ينبغي نسخ في حالات القتل العمد للسماح بإعادة المحاكمة بناءً على أدلة جديدة ودامغة، قانون العدالة الجنائية 2003 أصبح نافذاً في عام 2005. وقد دعا المنشور في عام 1999 من تقرير ماكفرسون الناتج أنها تعد «واحدة من اللحظات الأكثر أهمية في التاريخ الحديث لمحاكم إنكلترا وويلز». في ذلك الحين فإن وزير الداخلية جاك سترو علق في عام 2012 أن أوامره بإعادة التحقيق هو «أهم قرار منفرد أدليت به كمسؤول بريطاني». في عام 2010 وقد وصفت القضية بأنها «واحدة من أعلى ملف الاغتيالات التي لم تحل وهي ذات دوافع عنصرية». قضت المحكمة الجنائية البريطانية (أولد بيلي) الخميس بسجن جاري دوبسون وديفيد نوريس مدى الحياة وذلك عقب إدانتهما بالمشاركة في قتل الشاب البريطاني الأسود ستيفن لورانس في لندن عام 1993. وسيقضي جاري دوبسون 15 سنة على الأقل في السجن، بينما سيقضي ديفيد نوريس 14 سنة على الأقل في السجن.
وجاء الحكمان متفقين مع القاعدة القانونية التي تقول إن العقوبة مرهونة بوقت الجريمة، وكان المتهمان حدثين ويقل عمر كل منهما عن 18 سنة في وقت ارتكاب الجريمة.
ووصف القاضي تريسي في حيثيات حكمه الجريمة التي ارتكبها المتهمان بأنها «اغتيال روَّع ضمير الأمة البريطانية»، وقال القاضي إن الجريمة التي ارتكباها لم يكن لها من سبب سوى الكراهية العنصرية لأن الضحية ستيفن لورانس كان مسالماً حتى أنه لم يدافع عن نفسه وقت الهجوم عليه، وأوضح القاضي أن الحد الأدنى في العقوبتين كان قيداً على رغبته في تشديد العقوبة للمتهمين لبشاعة جرمهما، وأنه قضى بأقصى ماينص عليه قانون العقوبات البريطاني حتى لا يتهمه أحد بعد الآن بأنه أخذ المتهمين باللين.
وأضاف القاضي في حيثيات الحكم مخاطبا المتهمين «إن الأدلة المادية لا تبرهن بصورة قاطعة على أن أيًّا منكما كان يحوز السكين سلاح الجريمة، ولكن المؤكد أن من كان يحملها كان يحظى بموافقتكما، وقد جاء الاعتداء على المجني عليه كحادث عارض وسريع وغير متعمد، ولكنكما كنتما مستعدين لانتهاز مثل تلك الفرصة إن سنحت، وأنا واثق أنكما كنتما على علم بأن واحدًا على الأقل من جماعتكم كان يحمل سكيناً عندما خرجتم إلى الشارع وراء الضحية».
مقتل ستيفن لورانس هز ضمير الأمة البريطانية، وأوضح القاضي أنه لم يجد متسعاً لتخفيف الحكم بحال من الأحوال لأن المحكوم عليهما لم يظهرا أي قدر من الرأفة مع الضحية، وأعرب القاضي عن أمله في ألا يضع صدور الأحكام في حق دوبسون ونوريس «نهاية لتلك القضية» وأن تلتزم الشرطة بأقصى درجات اليقظة تحسبا لظهور أي دليل جديد في القضية.
ويعد دوبسون -36 سنة-، ونوريس -35 سنة-، هما أول متهمين تصدر في حقهما أحكام في جريمة اغتيال، ستيفن لورانس أثناء هجوم من جماعة من الشباب البيض عليه أثناء وقوفه في محطة للحافلات في حي إلثام في إبريل عام 1993، وهناك الآن جهود تبذل لتقديم ثلاثة شبان آخرين من نفس الجماعة إلى العدالة وبنفس التهمة.
وخارج المحكمة قالت دورين لورانس والدة الشاب القتيل إن الحدود الدنيا للعقوبتين، والتي قالت المحكمة إنها 14سنة و15 سنة تعد متدنية للغاية، وألمحت إلى أنها تدرك أن «يد القاضي مغلولة» بسبب القيد الخاص بالحد الأدنى للعقوبة في الأحكام على الأحداث، وقالت إنها تشكره على الحيثيات التي قال فيها إنه يدرك المحنة القاسية التي عاشتها الأسرة على مدى 18 سنة.
واضافت الأم الثكلى «لقد فطن القاضي إلى ما فعله المتهمان ولم تنطل عليه مقولة إنهما كانا حدثين، ولكن آن لنا أن نبدأ حياة جديدة بعد أن كنا خارج الحياة لمدة طويلة».
وقال نيفيل لورانس والد المجني عليه «ليست هذه سوى خطوة واحدة في رحلة طويلة، وأنا أشكر القاضي والمحلفين والشرطة وأدعو المحكوم عليهما بأن يدليا بمعلومات تفيد في القبض على الآخرين المتورطين في القضية».
وكان برنارد هوجان هوي مفتش شرطة سكتلانديارد المكلف بالقضية قد صرح في وقت سابق بقوله إن «المتهمين الآخرين في قضية ستيفن لورانس لن يهنأ لهم جفن في مضاجعهم، فنحن مازلنا نحقق في تلك القضية، وأنا أنتهز الفرصة لأدعو كل من لديه خبر أو معلومة أو دليل أن يتقدم لنا بما لديه حتى برغم مرور تلك السنوات».
وسيقضي المتهمان حكما يعرف في أوساط السجون في بريطانيا باسم «مايسعد صاحبة الجلالة»، ويطلق هذا الاسم على أحكام السجن مدى الحياة التي تصدر على الأحداث ذوي النوازع الإجرامية. لن تكون هناك فرصة لأي من دوبسون ونوريس في الإفراج عنهما إلا بموجب قرار من مجلس الكفالة ينص على أنهما ماعادا يشكلان خطرا على المجتمع وأنهما خضعا لإعادة تأهيلهما، وحتى إذا قدر لهما أن يحصلا على مثل هذا القرار، وهو أمر مستبعد في ضوء ماثبت من أن كلاهما يضمن نوازع إجرامية كامنة وعنيفة، فإنهما سيعيشان مابقي لهما من عمر تحت تهديد إعادة القبض عليهما وإرسالهما للسجن من جديد.

## القتل
وكان لورانس قضى يوم الخميس 22 أبريل 1993 في مدرسة بلوكوث Bluecoat، بعد المدرسة ذهب إلى لويشام ليتفقد جوله في المحلات التجارية، بعد هذا يبدو انه استقل الحافلة إلى منزل خاله في بلمستيد وانضم إليه هناك بروكس دووين، وهما قد أنفقا وقتا في لعبة فيديو وحتى مغادرته في وقت متأخر من المساء. بعد أن أدركا أن الحافلة التي كانوا سيستقلونها وتحملهم إلى المنزل ستكون في وقت متأخر، قرروا تغيير الحافلات على ول هول رود. لورانس مشى على طول الطريق إلى ول هول رود إلى طريق ديكسون لمعرفة ما إذا كان يمكن أن يروا حافلة قادمة. وكان بروكس مايزال على ول هول رود، جزء الطريق بين شارع ديكسون ودوار طريق روتشستر وجادة وسثرون. عند هذه النقطة، رأى بروكس مجموعة من خمسة أو ستة من الشباب الأبيض على الجانب الآخر من الشارع. في الساعة 10:35، رفع صوته متسائلا عما إذا كان لورانس قد رأى حافلة قادمة. ادعى بروكس أنه سمع واحدا من مهاجمي لورانس قائلا: «ماذا، ماذا، زنجي؟» ولكنهم جميعا وبسرعة البرق عبروا الطريق واجتاحوا لورانس، الذي سددت إليه اثنتين من الطعنات على عمق حوالي 5.5 بوصات على جانبي الجزء الأمامي من جسمه، في الصدر والذراع. كل من تلك الطعنات قطعت الشريان الإبطي. بدأ بروكس في الهرب وصاح في لورنس وحثه على الجرى للهروب معه. كان الاثنان يركضان في اتجاه شوترز هيل، على الرغم من أن لورانس قد إنهار ونزف حتى الموت بعد أن قطع 130 يارد (120 م).

## المحاكمة

### الشهود
قال الشهود الثلاثة جميعهم في محطة الحافلات في وقت وقوع الهجوم في تصريحات أن الهجوم كان مفاجئا وقصيرا؛ ولم يكن أيا منهم في وقت لاحق قادرا على تحديد أي من المشتبه بهم. في الأيام التي تلت اغتيال لورانس، جاء العديد من السكان إلى الأمام لتوفير أسماء المشتبه بهم وتركت مذكرة وضعها مجهولون أيضا على الزجاج الأمامي لسيارة للشرطة وفي كشك للهاتف اسم عصابة محلية، وكما ورد فيما يشتبه بهم الخمسة الرئيسيين. وكان المشتبه بهم غاري دوبسون، والإخوة نيل وجيمي أكورت، لوقا نايت وديفيد نوريس. في فبراير 1999 كشف ضباط التحقيق المناط بهم التحقيقات الأولية أن المرأة التي ربما كانت شاهدا مهما اجرت اتصالا هاتفيًا بالمحققين ثلاث مرات خلال الأيام القليلة الأولى بعد عملية القتل، حيث ناشدوها معاودة الاتصال بهم مرة أخرى.

### التحقيقات الأولية، والاعتقالات والمحاكمات
في غضون 3 أيام من الجريمة، وقد تم تحديد المشتبه بهم الرئيسيين. فإنه لم يتم اعتقالهم، ومع ذلك بعد أكثر من اسبوعين بعد حادث القتل، فإن الضابط الذي كان يقود التحقيق في جريمة القتل من يومها الثالث، والذي يؤدي في نهاية المطاف حبس فرقة القتل لمدة 14 شهرا، وأوضح في تحقيق علني للمتشككين في عام 1998 أن جزء من السبب في عدم حدوث اعتقالات من اليوم الرابع بعد حادث القتل (الإثنين 26 إبريل) انه لم يكن يعرف أن القانون يسمح بالقبض على مجرد ورود اشتباه واقعي وهي نقطة أساسية في القانون الجنائي.
يوم 7 مايو عام 1993 ألقي القبض على الإخوة أكورت ودوبسون، وتوجه نوريس بنفسه للشرطة وألقي القبض عليه بالمثل بعد ثلاثة أيام. ألقي القبض على نايت يوم 3 يونيو، نيل أكورت ألتقط في أحد كشوف الهوية، واتهم لوقا نايت بالقتل يوم 13 مايو و23 يونيو 1993 على التوالي، ولكن أسقطت التهم في 29 تموز 1993، جهاز الادعاء الملكي بسبب عدم كفاية الأدلة.
أجريت مراجعة داخلية في آب 1993 من قبل شرطة العاصمة. في 16 نيسان عام 1994 ذكرت النيابة العامة أنها لا تملك أدلة كافية لتوجيه اتهامات بالقتل ضد أي شخص آخر، إلا في حالة الاعتقاد من قبل عائلة لورانس أن أدلة جديدة قد تم العثور عليها.

### دعوى خاصة
في أبريل 1994  بدأت أسرة ستيفن لورانس في إقامة دعوى خاصة ضد الإثنين الأولين من المشتبه بهم وثلاثة آخرين هم: جيمي أكورت، غاري دوبسون، ديفيد نوريس، وكانت الأسرة لا يحق لها الحصول على المساعدة القانونية وأنشئ صندوقا مخصصا لدفع ثمن تحليل أدلة الطب الشرعي وتكلفة البحث عن المفقودين وإعادة استجواب الشهود، وعينت الأسرة محام مايكل مانسفيلد QC، مارتن سورجو ومارجو بوي الذين عملوا محترفين بونو. أسقطت التهم ضد جيمي أكورت وديفيد نوريس قبل المحاكمة بسبب عدم كفاية الأدلة. في 23 نيسان عام 1996 تمت تبرئة المشتبه بهم الثلاثة المتبقين من القتل على يد هيئة محلفين في المحكمة الجنائية المركزية، بعد ما أفاد قاضي المحاكمة، ومعالي السيد جستس كورتيس، حكمت بأن الأدلة التي تحدد الجريمة المقدمة من قبل دووين بروكس كان لايمكن الاعتماد عليها. أيد تقرير ماكفرسون الحكم، مشيرا إلى أن "السيد جستس كورتيس يمكن أن يكون قد توصل بشكل صحيح إلى استنتاج واحد فقط، وأن "الإجابة هنا كانت ببساطة لا أدلة مقنعة متاحة".

### الأحداث اللاحقة
عقد تحقيقا لاحقا في وفاة ستيفن لورانس في فبراير 1997. رفض المشتبه بهم الخمسة للإجابة على أي أسئلة، مدعين أحقيتهم بالاحتجاج ضد إعادة تجريمهم. وخلص التحقيق يوم 13 فبراير عام 1997، مع لجنة التحكيم إرجاع المحاكمة بعد المداولة 30 دقيقة بتهمة القتل غير المشروع «في هجوم عنصري غير مبرر تماما من قبل خمسة شبان بيض»؛ ذهبت هذه النتيجة خارج حدود اعترافهم. في 14 فبراير 1997 حيث قد نشرت صحيفة ديلي ميل صور جميع المشتبه فيهم الخمسة «القتلة». وجاء العنوان الرئيسي «قتلة»، وتتهم ديلي ميل هؤلاء الرجال بتهمة القتل «إذا كنا مخطئين فسوف نسمح لهم بمقاضاتنا» تحت هذا العنوان ظهرت صور لخمسة من المشتبه بهم: دوبسون، نيل وجيمي أكورت، نايت، ونوريس. أي من الرجال لم يقم أي دعوى قضائية ضد أي جهة للتشهير، والرأي العام صار أقوى وارتفع ضد المتهمين داعما الشرطة، والهيئات المكلفة بالقضية.
في عام 2002 أدين ديفيد نوريس ونيل أكورت وسجنا لهجوم عنصري على ضابط شرطة أسود يرتدى ملابس مدنية. في عام 2005 تغير القانون كجزء من نتائج هذه القضية بشأن لورانس وتقرير ماكفرسون الذي أوصى بالخطر المزدوج (القديم للقانون العام أنه بمجرد تبرئة الشخص المتهم لا يمكن أن يحاكم مرة أخرى على نفس الجريمة الثانية في وقت لاحق)، لأنه ينبغي أن يكون الإلغاء في قضايا القتل، وأنه ينبغي أن يكون من الممكن إخضاع أي متهم بارتكابه جريمة قتل في محاكمة ثانية، إلا إذا برزت أدلة «جديدة وقابلة للحياة»، جاء ذلك لاحقا على ضوء جنة القانون في وقت لاحق أضافت دعمها لهذا في تقريرها «الشقاء المزدوج وإستئناف النيابة العامة» (2001). تقرير مواز في نظام العدالة الجنائية من قبل اللورد جستس أولد، في الماضي كبار قاض يرأس لإنجلترا وويلز، قد بدأت أيضا في عام 1999 وصدر تقرير أولد بعد 6 أشهر من تقرير لجنة القانون. فإنه أشار إلى أن لجنة القانون كانت حذرة على نحو غير ملائم عن طريق الحد من نطاق القتل وأن «الاستثناءات ينبغي أن [...] تمتد إلى الجرائم الخطيرة الأخرى يعاقب عليها بالسجن مدى الحياة و/ أو فترات طويلة من السجن على النحو الذي قد حدده البرلمان».
تم تنفيذ هذه التوصيات ضمن قانون العدالة الجنائية لعام 2003،  وجاء هذا الحكم في حيز التنفيذ في أبريل 2005  بالموافقة على إدراج القتل وبعض الجرائم الخطيرة الأخرى (بما في ذلك القتل، الخطف، والاغتصاب، السطو المسلح، وبعض جرائم المخدرات) إلى الادعاء الثاني، بغض النظر عن متى ارتكبت، مع اثنين من الشروط -في إعادة المحاكمة يجب أن تتم الموافقة من قبل مدير النيابات العامة، ومحكمة الاستئناف يجب أن توافق على إلغاء أحكام البراءة الأصلية بسبب أي أدلة دامغة جديدة.
بين توقيت قتل لورانس واعتقال دوبسون في أوائل عام 2010 فقد أتهم عدة مرات بسبب جرائم مثل السرقة والسطو. أسقطت بعض هذه الإتهامات، أسفرت واحدة على الأقل في غرامة بسيطة. لا شيء قد قاده إلى السجن. في 27 تموز 2006 قادت ديلي ميل حملتها المتكررة الشهيرة «القتلة» على صفحتها الأولى في يوليو 2010، وسجن غاري دوبسون لمدة خمس سنوات ل حيازة وتوريد 49 كجم من فئة B المخدرات مع الشارع قيمة حوالي 350,000 £ ($540,000 تقريبًا دولار أمريكي) في ذلك الوقت من محاكمة دوبسون لتجارة المخدرات، وصفت الاندبندنت مقتل لورانس -على الرغم من أنه بعد مرور أكثر من 17 عاما على حادث القتل- بأنه يعد «واحدا من ما يعتبر أعلى مستويات جرائم القتل ذات صفة أو بدوافع عنصرية يبقى دون حل».

## بيبليوجرافيا
- Ellis, Dr.Frank, The Macpherson Report: 'Anti-racist' Hysteria and the Sovietization of the United Kingdom, published by Right Now Press Ltd., London, 2001,(P/B), ISBN 978-0-9540534-0-6
- Green, David G, (Editor), Institutional Racism and the Police: Fact or Fiction, published by The Institute for the Study of Civil Society 2000, ISBN 978-1-903386-06-4
- Dennis, Norman; Erdos, George; Al-Shahi, Ahmed; Racist Murder and Pressure Group Politics: The Macpherson Report and the Police, published by The Institute for the Study of Civil Society 2000, ISBN 978-1-903386-05-7
- Cathcart, Brian; The Case of Stephen Lawrence published by Penguin ISBN 978-0-14-027905-4

## الروابط الخارجية
- Stephen Lawrence Inquiry (Macpherson Report)
- Stephen Lawrence Charitable Trust
- Stephen Lawrence أخبار متعلقة على موقع صحيفة الغارديان
- Institutional Racism and The Police — Fact or Fiction?, Civitas, August 2000
- Timeline of case

BBC links
- The Lawrence inquiry collected news and commentary at بي بي سي نيوز, March 1999
- 27 May 1998 Policeman 'misunderstood law'
- 28 May 1998 Lawrence probe officer 'met parents a year late'
- 2 June 1998 'I'm not corrupt' says Lawrence detective
- 20 July 1998 Lawrence parents urge police chief to quit
- 2 September 1998 Lawrence five set for 'trial by media'
- 10 February 1999 Lawrence suspects 'face new charges'
- 10 February 1999 ITV to screen Lawrence drama
- 13 February 1999 Lawrence investigation 'seriously flawed'
- 6 May 2004 Stephen Lawrence Interview transcript and video of interview
- 24 July 2006 Lawrence police 'missed chance'
- 13 October 2007 'No corruption' in Lawrence case